# Lista zawodników wybranych przez Charlotte Hornets w drafcie NBA
Lista wyborów w drafcie drużyny Charlotte Hornets.

## Historia
| Rok  | Runda | Nr | Zawodnik               | Narodowość                | Pozycja | College/Szkoła średnia/Klub |
| ---- | ----- | -- | ---------------------- | ------------------------- | ------- | --------------------------- |
| 2004 | 1     | 2  | Emeka Okafor           | Stany Zjednoczone         | PF/C    | Connecticut                 |
| 2004 | 2     | 45 | Bernard Robinson       | Stany Zjednoczone         | PF      | Michigan                    |
| 2005 | 1     | 5  | Raymond Felton         | Stany Zjednoczone         | PG      | North Carolina              |
| 2005 | 1     | 13 | Sean May               | Stany Zjednoczone         | PF      | North Carolina              |
| 2006 | 1     | 3  | Adam Morrison          | Stany Zjednoczone         | SF      | Gonzaga                     |
| 2006 | 2     | 50 | Ryan Hollins           | Stany Zjednoczone         | C       | UCLA                        |
| 2007 | 1     | 8  | Brandan Wright         | Stany Zjednoczone         | SF      | North Carolina              |
| 2007 | 1     | 22 | Jared Dudley           | Stany Zjednoczone         | SF      | Boston College              |
| 2008 | 1     | 9  | D. J. Augustin         | Stany Zjednoczone         | PG      | Texas                       |
| 2008 | 1     | 20 | Alexis Ajinça          | Francja                   | C       | Hyères-Toulon               |
| 2008 | 2     | 38 | Kyle Weaver            | Stany Zjednoczone         | PG      | Washington State            |
| 2009 | 1     | 12 | Gerald Henderson Jr.   | Stany Zjednoczone         | SG      | Duke                        |
| 2009 | 2     | 40 | Derrick Brown          | Stany Zjednoczone         | PF      | Xavier                      |
| 2009 | 2     | 54 | Robert Vaden           | Stany Zjednoczone         | SG      | UAB                         |
| 2011 | 1     | 9  | Kemba Walker           | Stany Zjednoczone         | PG      | Connecticut                 |
| 2011 | 1     | 19 | Tobias Harris          | Stany Zjednoczone         | SF      | Tennessee                   |
| 2011 | 2     | 39 | Jeremy Tyler           | Stany Zjednoczone         | C       | Tokyo Apache                |
| 2012 | 1     | 2  | Michael Kidd-Gilchrist | Stany Zjednoczone         | SF      | Kentucky                    |
| 2012 | 2     | 31 | Jeffery Taylor         | Szwecja/Stany Zjednoczone | SF      | Vanderbilt                  |
| 2013 | 1     | 4  | Cody Zeller            | Stany Zjednoczone         | PF/C    | Indiana                     |
| 2014 | 1     | 9  | Noah Vonleh            | Stany Zjednoczone         | PF      | Indiana                     |
| 2014 | 1     | 24 | Shabazz Napier         | Stany Zjednoczone         | PG      | Connecticut                 |
| 2014 | 2     | 45 | Dwight Powell          | Kanada                    | PF      | Stanford                    |